# Jean-Baptiste Habyalimana
Jean-Baptiste Habyalimana   (1950 - Muhanga, 1994) (o també Habyarimana)va ser el prefecte de Butare a Ruanda que fou assassinat durant el genocidi de Ruanda el 1994. Era l'únic prefecte Tutsi en el moment del genocidi, i també l'únic prefecte que pertanyia al Partit Liberal. Es va resistir al genocidi. Agnès Ntamabyaliro Rutagwera fou implicada en organitzar el seu assassinat.

## Resistència i mort
Habyalimana va intentar resistir el genocidi a la seva prefectura i es va negar a reunir-se amb el nou govern provisional a Kigali l'11 d'abril. Amb la seva aparició el 17 d'abril, Habyalimana va poder aturar temporalment els assassinats a l'església de Cyahinda, la comuna de Nyakizu. No obstant això, quan va tornar a la ciutat de Butare aquella nit, Radio Rwanda va anunciar la destitució d'Habyalimana com a prefecte a les notícies de les 20:00 hores. Habyalimana va estar present en la presa de possessió del nou prefecte el matí del 19 d'abril a la ciutat de Butare, però aviat es va haver d'amagar i va eludir la seva captura durant setmanes. Eventualment, va ser empresonat i enviat a la seu del govern nacional a Gitarama on va ser executat. La seva esposa i dues filles també van ser assassinades posterior-ment.